# Pirata africana
Pirata africana là một loài nhện trong họ Lycosidae.
Loài này thuộc chi Pirata. Pirata africana được Carl Friedrich Roewer miêu tả năm 1960.